# PCDH7
PCDH7‏ (Protocadherin 7) هوَ بروتين يُشَفر بواسطة جين PCDH7 في الإنسان.